# John O'Shea
 John O'Shea (Waterford, 30. travnja 1981.) je irski umirovljeni nogometaš. Igrao je na poziciji braniča.

## Klupska karijera
John je profesionalnu karijeru započeo 1999. godine u Manchester United za kojeg je odigrao 256 utakmica i postigao 10 pogodaka. U dresu Manchestera osvojio je pet Premier liga, jedan FA kup, jedno Svjetsko klupsko prvenstvo, tri Liga kupa, četiri FA Community Shielda i jednu Ligu prvaka. Dva puta je bio na posudbi 2000. godine u Bournemouthu i 2001. Royal Antwerpenu. Godine 2011. odlazi iz Manchester United nakon 12 godina igranja u Sunderland.

## Reprezentativna karijera
O'Shea je debitirao za reprezentaciju Irske 2001. godine u susretu protiv Hrvatske, od tada je odigrao 81 utakmicu i postigao jedan pogodak u susretu protiv Australije. Nastupio je na jednom velikom natjecanju Europskom prvenstvu 2012. godine. Za mladu reprezentaciju Irske nastupao je od 2000. do 2002. godine, odigrao je 13 utakmica i postigao jedan pogodak. Irski nogometni izbornik objavio je u svibnju 2016. popis za nastup na Europskom prvenstvu u Francuskoj, među kojim je i O'Shea bio.

## Vanjske poveznice
- Profil na ManUtd.com
- John O'Shea's Premier liga profil  Arhivirana inačica izvorne stranice od 23. prosinca 2009. (Wayback Machine)